# Manu Pineda Marín
Manuel «Manu» Pineda Marín (Màlaga, 1965) és un activista i polític espanyol, conegut per la seva militància pro-palestina.
Nascut el 1965 a Màlaga, va ser militant del Partit Comunista de Màlaga i sindicalista de Comissions Obreres (CCOO). Al setembre de 2011 es va traslladar a Gaza, i, a cavall entre Màlaga i Gaza, va començar a desenvolupar una activitat com a brigadista de Unadikum. També es va traslladar posteriorment a fer activisme a Cisjordània, on va conèixer a la família Tamimi. Va ser proposat com a responsable de la Secretaria d'Internacional del Partit Comunista d'Espanya (PCE) durant el XX Congrés del partit al desembre de 2017. Va ser escollit al novembre de 2018 com a segon de la llista d'Esquerra Unida per a les eleccions al Parlament Europeu de 2019 a Espanya, tot i que la formació preveia llavors unir-se amb Podem i altres confluències.
Candidat finalment al número 6 de la llista de Unides Podem Canviar Europea a les eleccions europees, va resultar elegit eurodiputat.